# Acosmetia confusa
Acosmetia confusa là một loài bướm đêm trong họ Noctuidae.